# TX-2
TX-2 (Transistorized Experimental computer two) var en tidlig computer opbygget med transistorer. TX-2 blev bygget på MIT Lincoln Laboratory i 1958 som efterfølger til TX-0.

## Historie
Allerede mens TX-0 var under opbygning, påbegyndtes udviklingen af TX-1, som skulle være meget større og mere komplex, men viste sig at være et for komplext projekt at færdigudvikle på daværende tidspunkt, og blev derfor om-designed til den mindre TX-2 med udgangspunkt i erfaringerne med TX-0. Design af den nye maskine blev ledet af Wes Clark, og den blev bygget af Clark, Ken Olsen, Harlan Anderson og Ben Gurley. 
Som for TX-0 var TX-2 beregnet på interaktivt brug, og til det formål fokuserede Clark på design af maskinens grafiske display. 
Opbygningen af maskinen startede i 1956, straks efter at TX-0 var færdig. Undervejs i projektet forlod Olsen og Anderson Lincoln Lab for at starte virksomheden DEC. Projektet blev fortsat af Clark og Gurley, og TX-2 var færdig i 1958.

## Anvendelser
Kombinationen af en hurtig computer, stort lager, intektivt brug, og en skærm, der tillod rigtig, interaktiv grafik, gjorde TX-2 velegnet til forkningsprojekter. TX-2 blev frem til midten af 1960'erne brugt til en række banebrydende projekter:
- Ivan Sutherland udviklede sit revolutionerende Sketchpad program på TX-2. Sketchpad var det første interaktive tegneprogram, og lagde grunden til såvel interaktiv grafik som moderne CAD- og tegneprogrammer.
- Larry Roberts brugte TX-2 til at udvikle kompression af digitale billeder og banebrydende algoritmer til representation og visning af 3-dimensionel grafik.
- Len Kleinrock brugte TX-2 til at simulere transport af data i pakkekoblede netværk og skabte hermed det teoretiske grundlag for ARPAnet (og dets aftager, internet), og demonstrerede at pakkekobling lod sig realisere i praksis.

Brugen af TX-2 var dermed væsentlig for den senere udvikling i så forskellige felter som interaktiv grafik, visuel redigering, brugergrænseflader, visualisering af data, virtual reality og computer netværk.

## Teknisk beskrivelser
TX-2 var en transistor-baseret computer, opbygget med 20.000 transistorer og 800 radiorør. TX-2 havde kernelager, og havde en for sin tid meget stort lager på 64K 36-bit ord.

## TX-2 og DEC
Undervejs i TX-2 projektet besluttede Ken Olsen og Harlan Anderson at forlade Lincoln Lab og starte deres egne virksomhed. Virksomheden skulle i starten sælge transistor-baserede komponenter, og på længere sigt bygge transistor-baserede computere. Olsen og Anderson startede 27. august 1957 sammen med Olsens bror Stanley Olsen virksomheden Digital Equipment Corporation – DEC.
DEC første produkter var komponenter til computer-udstyr, i høj grad baseret på designs fra TX-2. DEC lancerede sin første computer – PDP-1 – i 1959. PDP-1 var designet af Ben Gurley, som var blevet hentet fra Lincoln Lab. Designet af PDP-1 var kraftigt inspireret af både TX-0 og TX-2.